# Lunar Strain
Lunar Strain je leta 1994 izdani album metalne skupine In Flames in je njihov prvi studijski album.

## Vrstni red skladb
1. Behind Space'
2. Lunar Strain
3. Starforsaken
4. Dreamscape
5. Everlost (Part I)
6. Everlost (Part II)
7. H;aring;rgal;aring;ĺten
8. In Flames
9. Upon An Oaken Throne
10. Clad In Shadows